# بریتیش ایروسپیس جت‌استریم ۴۱
بریتیش ایروسپیس جت‌استریم ۴۱ (به انگلیسی: British Aerospace Jetstream 41) یک هواگرد، مسافربری منطقه‌ای توربوپراپ است که بعنوان مدل کشیده‌تر هواپیمای بریتیش ایروسپیس جت‌استریم توسعه یافته و برای رقابت با هواپیماهای ۳۰ نفره امبرائر برازیلیا، دورنیه ۳۲۸ و ساب ۳۴۰ تولید شد.